# IC 3094
IC 3094 est une galaxie spirale située dans la constellation de la Chevelure de Bérénice. Elle a été découverte par l'astronome allemand Arnold Schwassmann en 1900.
IC 3094 présente une large raie HI. Elle renferme également des régions d'hydrogène ionisé et c'est une galaxie LINER, c'est-à-dire une galaxie dont le noyau présente un spectre d'émission caractérisé par de larges raies d'atomes faiblement ionisés.
Une mesure non basée sur le décalage vers le rouge (redshift) donne une distance d'environ 47,200 Mpc (∼154 millions d'al). Si cette valeur est correcte, IC 3094 ne fait pas partie du groupe de M86.

## Groupe de M86
Selon Abraham Mahtessian, IC 3094) fait partie d'un groupe de galaxies qui compte 22 membres, le groupe de M86 (NGC 4406) (M86 est la plus brillante de ce groupe). Mais, puisque sa distance est très incertaine, cette appartenance est douteuse. Les autres galaxies de la liste de Mahtessian sont M98 (NGC 4192), NGC 4208 (NGC 4212 dans l'article), NGC 4216, NGC 4396, M86 (NGC 4406), NGC 4413, NGC 4419, NGC 4438, NGC 4531, NGC 4550, M89 (NGC 4552), M90 (NGC 4569), IC 3258 et IC 3476.
La liste de Mahtessian renferme quelques erreurs. Par exemple, la galaxie NGC 4438 forme une paire avec la galaxie NGC 4435 et elle devrait logiquement appartenir au groupe de M60 décrit par Mahtessian et au groupe de M49 décrit par A.M. Garcia. Autre exemple, l'omission de la galaxie IC 3583 qui forme une paire avec M90.
De plus, la liste de Mahtessian renferme d'autres erreurs évidentes. On y retrouve par exemple la galaxie NGC 598 qui est en réalité la galaxie du Triangle] (M33) et qui fait partie du Groupe local, de même que la galaxie NGC 784 qui appartient au groupe de NGC 672 et qui est au moins trois fois plus rapprochée de la Voie lactée que les autres galaxies du groupe de M86. De plus, trois des galaxies (1110+2225, 1228+1233 et 1508+3723) mentionnées dans l'article sont introuvables dans les bases de données. La notation employée par Mahtessian est un abrégé de la notation du Catalogue of Galaxies and of Clusters of Galaxies CGCG et la correspondance avec d'autres désignations ne figure malheureusement pas dans l'article. Ainsi, les galaxies 0101+1625 et 1005+1233 sont en réalité CGCG 0101.7+1625 (UGC 685) et CGCG 1005.8+1233 (Leo I ou UGC 5470). Leo I fait partie du Groupe local et UGC 685 est à environ 15 millions d'années-lumière de nous en bordure du groupe local. Ces deux galaxies n'appartiennent manifestement pas au groupe de M86.
Certaines de ces galaxies s'approchent de la Voie lactée ou leur vitesse radiale est trop faible pour que l'on puisse calculer leur distance à partir de la loi de Hubble-Lemaître. Heureusement, plusieurs mesures (sauf pour IC 3094 et NGC 4431) ont été réalisées selon des méthodes indépendantes du décalage vers le rouge. La distance moyenne des galaxies du groupe avec suffisamment de mesure non basées sur le décalage est de 14,9 Mpc.